# إبراهيم أدهم باشا
إبراهيم أدهم باشا (الميلاد 1818-الوفاة 1893)عاش في القرن 19 وقد كان رجل دولة شغل العديد من الوظائف المرموقة في الدولة العثمانية حيث تولى منصب صدر أعظم في بداية عصر السلطان عبد الحميد الثاني في الفترة من 5 فبراير 1877 إلى 11 يناير 1878. كما شغل أيضًا العديد من المناصب الإدارية في الدولة العثمانية، من بينها منصب وزير الخارجية سنة 1856، ثم سفير الدولة العثمانية في برلين سنة 1876، ثم في فيينا بين عامي 1879 و1882. عمل أيضًا مهندسًا عسكريًا ووزيرًا للداخلية في الفترة من سنة 1883 إلى 1885. مثّل الحكومة العثمانية في مؤتمر ترسانة الذي عُقد في الآستانة في الفترة من 23 ديسمبر 1876 إلى 20 يناير 1877. كما تولي رئاسه مجلس الشورى.

## نشأته وطفولته
يُعتقد أن إبراهيم أدهم باشا وُلد لعائلة ذات أصول يونانية عام 1818، ووفقا لبعض المصادر فإن إبراهيم أدهم باشا قد تم بيعه كعبد آثناء الصراعات وأعمال الشغب التي أدت إلى نشوب حرب في جزيرة خيوس عام 1822 إلا ان هناك مصادر آخرى تقول أنه قد هرب إلى إزمير آثناء الأحداث وتم تبنيه بعد ذلك حيث دخل تحت وصاية خسرو محمد باشا الذي كان يحتل وظيفة الصدر الأعظم، وقد عُرف محمد خسرو باشا بحبه لأولاده، وبعد مده تقلد أولاده العديد من المناصب المهمة، وبعد فترة قصيرة تم إرسال إبراهيم أدهم باشا إلى باريس من أجل التعلم وذلك تحت إشراف كل من محمود الثاني وخسرو محمد باشا بعد أن لفت انتباههما بذكاءه المتميز، وتم تسجيله في المؤسسة العلميه بباريس  وهناك كان الكيميائي المشهور ورجل العلم الفرنسي المعروف لويس باستور واحد من أقرب أصدقاء الدراسة له، وكان إبراهيم أدهم باشا من أنجح الطلاب بصفه وتخرج من المدرسة الوطنية للمناجم بباريس، وقد تميز بكونه أول تعلم هندسة التعدين بتركيا بالمفهوم المعاصر.

## حياته المهنية
إبراهيم أدهم باشا الذي تعين بمنصب وزير الخارجيه في الفترة ما بين (نوفمبر 1856-أبريل 1857)ثم تقلد وظيفة وزير التجارة في الفترة مابين(ديسمبر1859 -يوليو 1861)،ثم تعين وزيرا للتجاره والأعمال في الفترة مابين (فبراير_مايو من عام 1863)،ثم تم تعينه وزيرا للمعرف في الفترة مابين (مارس -مايو في عام 1863)ثم تولى منصب وزير التجارة مره آخرى فب الفترة مابين (مارس 1856 -يونيو 1866)،بعد ذلك أصبح والي تريكالا في مارس 1865، وفي يونيه من عام1867 أصبح والي يوانينا، وظل في هذه الوظيفة حتي مارس من عام 1868.
ثلى وظيفة والي يوانينا توليه الوزارة في حكومات متعاقبه، ثم تولى منصب حاكم الديوان ومنصب وزارة القضاء في الفترة مابين (أغسطس1870-يونيه1871)،ثم تولي منصب وزير الأعمال في الفترة ما بين (يونيه 1871 - يناير 1873)،ثم وزيرا للتجاره في الفترة مابين (سبتمبر 1871- أغسطس 1872)، ثم وزيرا للأعمال مره آخري في الفترة مابين (فبراير 1874- يونيه 1875)،ثم بعد ذلك تم تعينه سفيرا للدوله في برلين في الفترة مابين (أبريل - ديسمبر من عام 1876)،وبعدها تولى رئاسة مجلس الشورى في الفترة مابين(26 ديسمبر 1876 -5 فبراير 1877).
وبتاريخ 5 من فبراير عام 1877 قام السلطان عبد الحميد الثاني بعزل مدحت باشا الذي كان يتولي منصب الصدر الأعظيم من منصبه وعين مكانه إبراهيم أدهم باشا الذي كان يتولى رئاسه مجلس الشوري في هذه الفترة.
وفي 20 يناير 1877 تم فض مؤتمر ترسانة الذي باءت نتائجه بالفشل وقد أسفرت نتائجه عن نشوب الحرب الروسية العثمانية (1877-1878) والتي كان لا مفر منها.وقد قام السلطان بإلقاء المسئولية كامله على مدحت باشا، ولم يكتفي بعزله من منصب الصدر الأعظم فقام بنفيه خرج الوطن، وبعد أن تولى إبراهيم أدهم باشا منصب الصدارة العظمى بفتره قصيره لاتتجاوز الشهرين أو الثلاثة أشهر بدأ الروس الحرب على الدولة العثمانيه وذلك بمهاجمتها من ناحيه الشرق والغرب، وقد ظل إبراهيم أدهم باشا بمنصب الصدر الأعظم بعد نشوب الحرب بفتره طويله، إلا أن إبراهيم أدهم باشا لم يكن الوحيد الذي يعطي القرارات الحازه أثاناء الحرب بل تم أصدار هذه القرارت من قبل مجلس إدارة الحرب الذي تولى رئاسته، وفي ال10 من ديسمبر 1877 عقب فشل حصار بلفن واإقرار بالهزيمة قام السلطان بعزل إبراهيم أدهم باشا من منصبه وتعين أحمد حمدي باشا وذلك في ال11 من يناير 1878.
أستمر إبراهيم أدهم باشا في منصب الصدر الأعظم لأثني عشر شهرا وأربعه أيام، وفي الفترة مابين (مارس 1879 -مارس 1882) أصبح سفيرا للدوله في فيينا، وتولي منصب وزير الداخليه في الفترة مابين (مارس 1883 - أكتوبر 1885)، وقد توفي في أسطنبول في عام 1893.

## معلومات أخرى
كان إبراهيم أدهم باشا لديه ستة أبناء أربع من الذكور وأثنان من الأناث، وكان من أبناءه عثمان حمدي بيك الذي يعد مؤسس المتاحف التركيه، إسماعيل غالب بك الذي عرف بأنه مؤسس علم المسكوكات بتركيا، أما أبنه الآخر فهو خليل أدهم ألدم الذي قدم مساهمات عظيمه في علم الجيولوجيا، وعلاوة على ذلك فهو الجد الأكبر لحيرام عباس نائب مستشار منظمة الأستخبارات الوطنية والذي تم أغتياله في عام 1990.

## وفاته
توفي عام 1893م ودُفن في جامع مهرماه سلطان الكائن بأسكدار، اسطنبول، تركيا.
يقع قبر إبراهيم أدهم باشا مع خمسة قبور أخرى داخل أحد المبنيين الصغيرين الكائنين خارج الجانب الأيسر لجامع مهرماه سلطان بأسكدار، والأقرب منهما إلى البحر.
|  |  |  |

## وصلات خارجية
- https://books.google.co.uk/books?id=1UppAAAAMAAJ https://books.google.co.uk/books?id=k0kBAAAAMAAJ